# Oreorchis
Oreorchis is een geslacht met 16 soorten uit de orchideeënfamilie, onderfamilie Epidendroideae.
Het geslacht komt voor in de bergen van Azië.

## Naamgeving en etymologie
- Synoniem: Diplolabellum F.Maek. (1935), Kitigorchis Maek. (1971)
- Engels: Mountain Orchid

De geslachtsnaam Oreorchis is een samenstelling van Oudgrieks ὄρος, oros (berg) en ὄρχις, orchis (orchidee), naar het geprefereerde habitat van deze orchideeën.

## Kenmerken
Oreorchis zijn terrestrische orchideeën met ondergrondse, gesegmenteerde pseudobulben  waaruit één of twee rechtopstaande, geplooide, lijn- tot lancetvormige bladeren en een zijdelingse bloemstengel met een eindstandige, meestal rijkbloemige bloemtros ontspringen.
De bloemen zijn meestal klein, met vrijstaande, gelijkvormige kelk- en kroonbladen, een puntige, één- tot drielobbige bloemlip zonder spoor maar meestal voorzien van een callus, een gynostemium met een korte voet, een eindstandige helmknop en vier bol- tot halfbolvormige harde pollinia.

## Taxonomie
Oreorchis wordt tegenwoordig samen met de geslachten Calypso en Corallorhiza en nog enkele ander tot de tribus Calypsoeae gerekend.
Het geslacht telt 16 soorten. De typesoort is O. patens.
- Oreorchis angustata L.O.Williams ex N.Pearce & P.J.Cribb (1997)
- Oreorchis aurantiaca P.J.Cribb & N.Pearce (1997)
- Oreorchis bilamellata Fukuy. (1934)
- Oreorchis discigera W.W.Sm. (1921)
- Oreorchis erythrochrysea Hand.-Mazz. (1925)
- Oreorchis fargesii Finet (1896)
- Oreorchis foliosa (Lindl.) Lindl. (1859)
- Oreorchis itoana (Maek.) Perner (2004)
- Oreorchis micrantha Lindl. (1859)
- Oreorchis nana Schltr. (1924)
- Oreorchis nepalensis N.Pearce & P.J.Cribb (1996)
- Oreorchis oligantha Schltr. (1924)
- Oreorchis parvula Schltr. (1912)
- Oreorchis patens (Lindl.) Lindl. (1859)
- Oreorchis porphyranthes Tuyama (1975)
- Oreorchis sanguinea (N.Pearce & P.J.Cribb) N.Pearce & P.J.Cribb (2002)

Geslachten: Aplectrum · Calypso · Changnienia · Corallorhiza · Cremastra · Dactylostalix · (Didiciea) · Ephippianthus · Govenia · Oreorchis · Tipularia · Yoania · Wullschlaegelia